# 레이호쿠

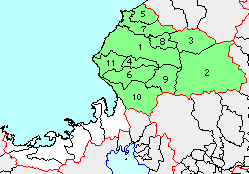
레이호쿠 지방 영역의 모습. 각 숫자에 해당하는 지방 자치체는 #행정구역을 참조.

레이호쿠(일본어: 嶺北)는 일본 후쿠이현 북부에 있는 기노메고개 이북 후쿠이현 지방을 뜻하는 말이다. 율령국 중 하나인 에치젠국 거의 전역에 해당하므로 에치젠 지방(일본어: 越前地方)이라 부르기도 한다. 후쿠이시를 비롯한 후쿠이현의 현청 소재지와 후쿠이평야가 있어 주요 도시가 집중되어 있으며, 거주 인구는 약 66만명이다.
정확한 지역은 구 율령국인 에치젠국에서 쓰루가시 주변 구역(구 쓰루가군 지역)을 제외한 지역을 뜻한다. 레이난과의 경계는 야마나카고개-기노메고개-도치노키고개를 잇는 능선이다. 지역명으로 일기예보 등에서 일상적으로 사용된다.
레이호쿠라는 지역명은 후쿠이현이 설치된 1881년경 호쿠리쿠도(호쿠리쿠 가도)의 험지인 기노메고개(당시 이름 모쿠레, 木嶺)의 이북 지역을 모쿠레이 이북(일본어: 木嶺以北 모쿠레이이호쿠[*])으로 부르기 시작한 것이 시초이다.

## 행정구역
레이호쿠 지역의 주요 행정구역은 다음과 같다. 총 7개 시 4개 군 4개 정이 있다.
- 후쿠이시 (현청 소재지)
- 오노시
- 가쓰야마시
- 사바에시
- 아와라시
- 에치젠시
- 사카이시
- 요시다군
  - 에이헤이지정
- 이마다테군
  - 이케다정
- 난조군
  - 미나미에치젠정
- 뉴군
  - 에치젠정

## 같이 보기
- 레이난
- 후쿠이번
- 후쿠이벤 (후쿠이 사투리)